# Thesaurus Linguae Latinae

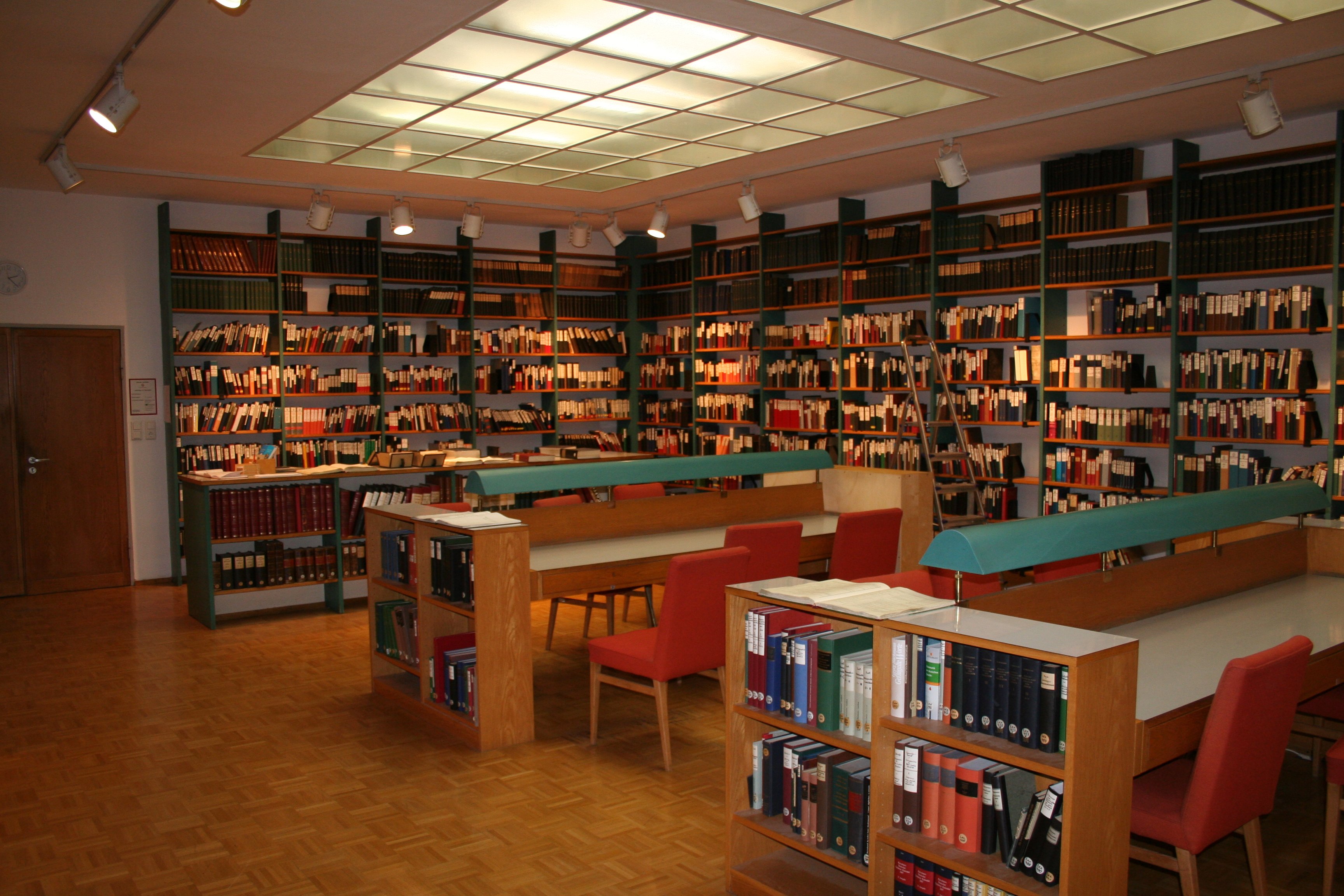
Bibliothek des Thesaurus linguae Latinae

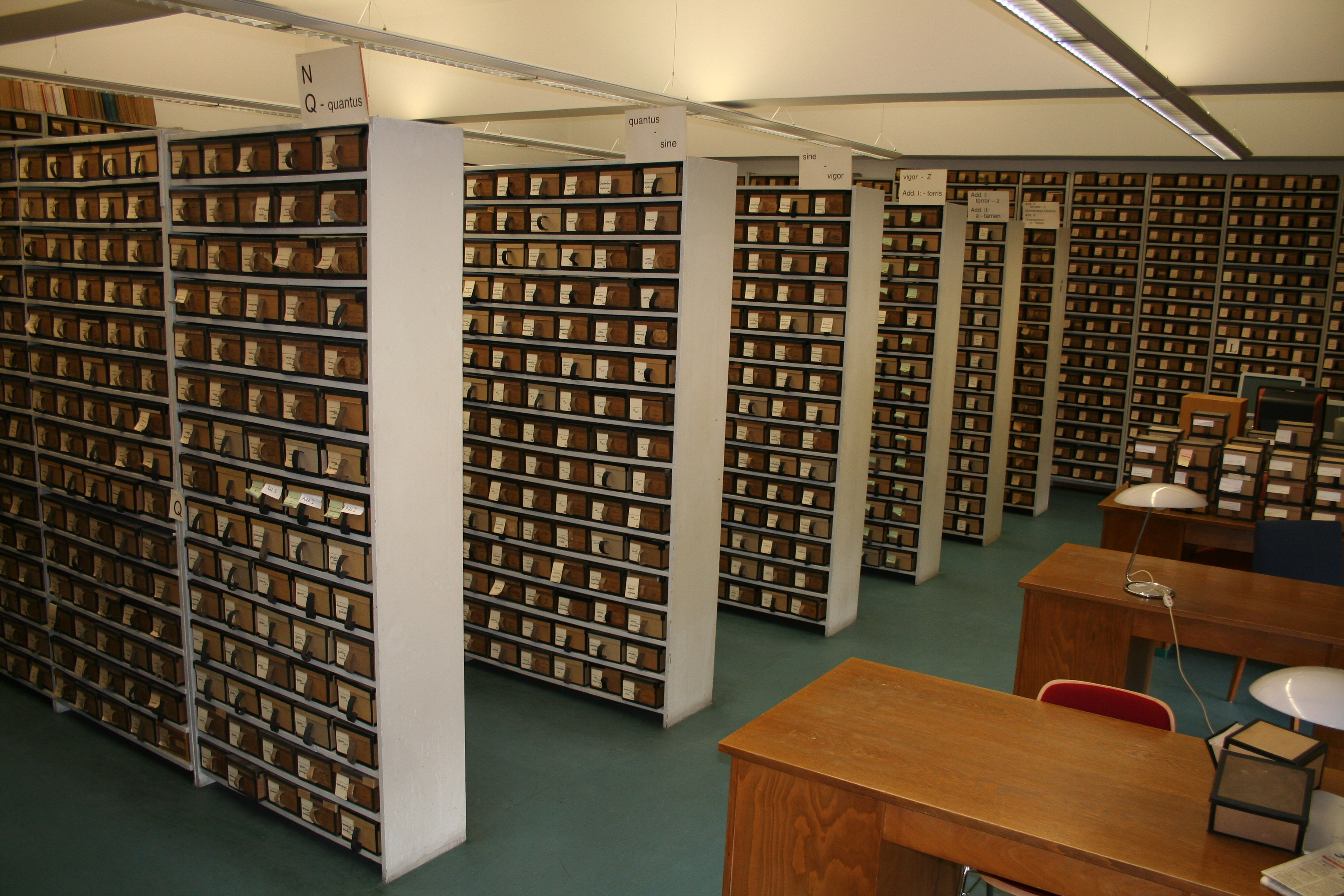
Zettelarchiv des Thesaurus linguae Latinae

Der Thesaurus linguae Latinae (lateinisch, „Thesaurus der lateinischen Sprache“, abgekürzt TLL bzw. ThlL oder ThLL) ist ein noch nicht abgeschlossenes, einsprachiges Wörterbuch der lateinischen Sprache, das die gesamte Latinität von ihren Anfängen bis Isidor von Sevilla, also bis etwa 600 n. Chr., erschließt. Es soll als festes Fundament der Erforschung der lateinischen Sprache und Literatur dienen.

## Aufgabenstellung und Vorgehen
Das Anliegen des Thesaurus ist es, bezüglich der Lemmata alles zur Sprache zu bringen, was für die einzelnen Stichwörter sprachlich irgendwie von Interesse ist. Die Aufgabe ist also die Schaffung von Artikeln bezüglich der Stichwörter auf der Basis einer Sammlung von Belegen. Dies hat, in den Worten des Initiators Eduard Wölfflin, das Ziel, „die Lebensgeschichte der einzelnen Wörter, ihrer Entstehung, Verbindung, Vermehrung, Abänderung in Form und Bedeutung, ihrer gegenseitige Vertretung und Ersetzung, endlich ihr Absterben durch alle Jahrhunderte, in denen das Latein lebendig war, also bis zur Abtrennung der romanischen Tochtersprachen“ darzustellen.

## Geschichte

### Konzeptionsbildung und Gründung
Nach lang zurückreichenden Vorüberlegungen begann der Schweizer Philologe Eduard Wölfflin (München) das Vorhaben zunächst mit Einzeluntersuchungen und seit 1884 in einer besonderen Zeitschrift auf breiterer Basis, wobei ihm Friedrich Leo in Göttingen und Franz Bücheler in Bonn zur Seite standen. Theodor Mommsen stand mit Wölfflin diesbezüglich in Verbindung und gab zu Beginn der 1890er-Jahre zusammen mit Martin Hertz durch ein Gutachten den Anstoß zur Verwirklichung. Nach mehreren Konferenzen schlossen sich am 22. Oktober 1893 im Haus des Wissenschaftlers Hermann Diels in Berlin fünf deutschsprachige Akademien zur Thesaurus-Kommission zusammen. Zunächst wurde über Prinzipien der Materialsammlung und Verarbeitung entschieden. Auf Diels Vorschlag hin wurde beschlossen, die Sprachverwendung bis 150 n. Chr. lückenlos aufzuarbeiten, für die Zeit bis 600 n. Chr. jedoch nur die lexikalischen Besonderheiten. 1899 wurde nach Abschluss der Vorarbeiten in München und Göttingen das zentrale Institut Thesaurus Linguae Latinae in München eingerichtet. Die Artikel wurden und werden immer noch ausnahmslos in München geschrieben, redigiert und korrigiert, die Druckfahnen gehen einer Reihe auswärtiger Gelehrter zum Mitlesen zu. Einige der ausländischen Gesellschaften schicken regelmäßig Stipendiaten zur Unterstützung der Arbeit nach München. In München befinden sich das Zettelarchiv und eine Spezialbibliothek. Der erste Faszikel erschien 1900 im B. G. Teubner Verlag. Die ursprüngliche Zeitplanung sah fünf Jahre für die Materialsammlung und fünfzehn Jahre für die lexikographische Arbeit vor. Das Institut hat seinen Sitz in München bei der Bayerischen Akademie der Wissenschaften.
Der Thesaurus wurde von 1893 und bis 1949 geleitet und finanziert von folgenden Trägerakademien bzw. deren Nachfolgern:
- der Bayerischen Akademie der Wissenschaften,
- der Preußischen Akademie der Wissenschaften,
- der Akademie der Wissenschaften zu Göttingen,
- der Sächsischen Gesellschaft der Wissenschaften in Leipzig,
- der Kaiserlichen Akademie der Wissenschaften in Wien und
- vom Schweizerischen Altphilologenverband (ab 1934).

Die Kommission der Vereinigung der Trägerakademien, die Thesaurus-Kommission, traf sich jährlich als wissenschaftliche Leitung, zur Regelung organisatorischer und finanzieller Fragen. Insbesondere wurden der Bericht des Generalredaktors geprüft, die weitere Arbeitsplanung durchgeführt, Haushaltsabschluss und Haushaltsplanung vorgenommen. Die Finanzierung erfolgte durch die Regierungen der Länder, zu denen die Akademien gehörten, direkt durch diese Länder, weitere wissenschaftliche Organisationen wie z. B. die Straßburger wissenschaftliche Gesellschaft sowie über Sammlungen und Privatspenden. Beteiligte Länder waren unter anderem Bayern, Preußen, Österreich sowie die Regierungen in Hamburg, Karlsruhe und Stuttgart.

### Von 1914 bis 1945
Der Erste Weltkrieg brachte als besondere Erschwernis der Arbeit nicht nur den Tod vieler Mitarbeiter im Krieg – vier von achtzehn Mitarbeitern fielen schon in den ersten Monaten –, sondern auch besondere finanzielle Engpässe. Zu dieser Zeit wurde die Notgemeinschaft der deutschen Wissenschaft, Vorgängerin der DFG, gegründet, die Unterstützung zusagte. Als 1921 trotzdem die Kündigung aller Mitarbeiter unausweichlich schien und auch die Zahlungen der Notgemeinschaft der deutschen Wissenschaft nicht eintrafen, half eine Sammlung an den Schweizer Universitäten, initiiert von Jacob Wackernagel. Schon 1919 hatte zunächst noch informelle Unterstützung aus dem Ausland eingesetzt, zunächst aus Schweden, es folgten 1920 die Niederlande und die USA, 1921 neben der schon genannten Schweiz auch Südafrika. Aus der Schweiz und Dänemark wurden außerdem Stipendiaten zur Mitarbeit nach München entsandt. Von 1933 bis 1937 wurde der Thesaurus durch eine größere Spende der amerikanischen Rockefeller-Stiftung unterstützt. In den 1930er-Jahren förderte auch die Deutsche Forschungsgemeinschaft den Thesaurus finanziell mit Sachbeihilfen, Druckzuschüssen und Stipendien. Zusätzlich zu den Stipendiaten arbeiteten zum Beispiel ein beurlaubter Gymnasialprofessor aus Österreich und ein ebenfalls beurlaubter Universitätsprofessor aus München am Thesaurus. In den 1940er-Jahren wurde der Thesaurus als eine Unternehmung der Reichsakademie, der Nachfolgeorganisation des Reichsverbands der deutschen Akademien der Wissenschaften geführt. Während des Zweiten Weltkrieges wurden Bibliothek und Arbeitsmaterial des Thesaurus zum Schutz vor Bombardierungen ins Benediktiner-Kloster Scheyern zwischen München und Ingolstadt ausgelagert.

### Nach 1945
Gleich nach Kriegsende wirkte der Schweizer Indogermanist Manu Leumann, seit 1939 Mitglied der Thesaurus-Kommission, als Zentralstelle für Hilfsangebote an den Thesaurus. In seinem Auftrag reiste 1946 der Thesaurus-Mitarbeiter Heinz Haffter nach München und wurde dort von der schweizerischen Thesaurus-Kommission, der American Philological Association, der British Academy und der Stockholmer Akademie beauftragt, ab 1. April 1947 „als ihr Delegierter im Einvernehmen mit der Thesaurusaufsichtskommission, die Leitung des Thesaurus Linguae Latinae […] zu übernehmen“, also als neuer Generalredaktor zu fungieren.
Am 7. April 1949 wurde dann die Internationale Thesaurus-Kommission gegründet, welche die Thesaurus-Kommission der deutschsprachigen Gründungsakademien ablöste, und mit der Herausgabe des TLL beauftragt. Die Kommission besteht aus inzwischen einunddreißig Delegierten (daneben Einzelmitgliedern) verschiedener wissenschaftlicher Akademien und gelehrter Gesellschaften aus dreiundzwanzig Ländern, außer aus europäischen Ländern auch aus Japan und den USA, erster Vorsitzender war Manu Leumann. Generalredaktor des Thesaurus ist seit 2014 Michael Hillen als Nachfolger von Silvia Clavadetscher.
Seit 1980, also dem Beginn des Programms, wird der Thesaurus Linguae Latinae im Rahmen des Akademienprogramms gefördert, das von der Union der deutschen Akademien der Wissenschaften koordiniert und mit Geld von Bund und Ländern finanziert wird. Ein Förderende wird dabei nur vorläufig genannt; die Union stuft das Projekt als „Daueraufgabe“ ein.
Bis 1999 erschienen die Lieferungen des Thesaurus Linguae Latinae bei Teubner, danach, bis 2006, im K. G. Saur Verlag, seither, ab 2007, im Verlag Walter de Gruyter.

### In Gegenwart und Zukunft
Erschienen sind in bisher 188 Faszikeln die Wortstrecken A bis M sowie O und P; N und R werden gleichzeitig bearbeitet (Stand: März 2022). Als Schätzung der Zeitdauer bis zur Vollendung des Thesaurus gab Dietfried Krömer im Jahre 1995 etwa 50 Jahre an.

## Indexband
- Dietfried Krömer, Cornelis G. van Leijenhorst: Index librorum scriptorum inscriptionum ex quibus exempla afferuntur, 2. Aufl., Leipzig 1990.

## Mitglieder der Thesaurus-Kommission und Mitarbeiter
- Liste der Mitglieder der Internationalen Thesaurus-Kommission und der Direktoren, Generalredaktoren, Redaktoren und wissenschaftlichen Mitarbeiter des Thesaurus Linguae Latinae